# 1996年夏季奥林匹克运动会吉尔吉斯斯坦代表团
1996年夏季奥林匹克运动会吉尔吉斯斯坦代表团是吉尔吉斯斯坦派出的1996年夏季奥林匹克运动会代表团。